# Andrzej Gawroński (biskup krakowski)
Andrzej Gawroński herbu Rawicz (ur. 30 listopada 1740 roku w Lubaszu, zm. 3 kwietnia 1813 roku w Krakowie) – biskup krakowski.

## Życiorys
W 1756 roku wstąpił do zakonu jezuitów w Krakowie. W latach 1759–1762 studiował filozofię w Kaliszu, następnie w latach 1762–1765 matematykę i astronomię w Poznaniu. Wiedzę uzupełniał studiując kolejno w Wiedniu matematykę i teologię w Rzymie.
W latach 1771–1773 był profesorem matematyki i kierownikiem obserwatorium astronomicznego w Poznaniu. Po kasacie w 1773 roku zakonu jezuitów w Akademii Krakowskiej uzyskał doktorat z filozofii, a od 1777 roku zatrudnienie znajdował na dworze króla Stanisława Augusta Poniatowskiego jako astronom, lektor i bibliotekarz królewski. W tym samym czasie był członkiem Towarzystwa do Ksiąg Elementarnych działającego w ramach Komisji Edukacji Narodowej. Andrzej Gawroński został współautorem podręczników i programów szkolnych. Jest również współtwórcą polskiej terminologii matematycznej.
W 1779 roku został mianowany kanonikiem kapituły krakowskiej. W 1781 roku został proboszczem sochaczewskim, a w 1784 roku koadiutorem jędrzejowskim. Był zwolennikiem Konstytucji 3 maja. Jako członek konfederacji targowickiej został w 1792 roku delegowany do zasiadania w Towarzystwie do Ksiąg Elementarnych. Z ramienia konfederacji targowickiej mianowany został w 1793 roku członkiem Komisji Edukacyjnej Koronnej. Okres insurekcji kościuszkowskiej spędził w Krakowie. Po śmierci biskupa krakowskiego Feliksa Turskiego od kwietnia 1800 roku administratorem diecezji krakowskiej został wybrany ks. Józef Olechowski, a cesarz austriacki Franciszek I 30 sierpnia 1803 roku mianował Andrzeja Gawrońskiego nowym biskupem krakowskim, nominację tę zatwierdził papież Pius VII 24 września 1804 roku. Nowy biskup oficjalnie objął rządy w Krakowie 18 grudnia 1804 roku, ale ingres do katedry odbył dopiero 27 kwietnia 1805 roku. Cesarz Austrii Franciszek I w zamian za utracony tytuł księcia siewierskiego zniesiony decyzją cesarską 5 września 1803 roku mianował biskupa Gawrońskiego tajnym radcą dworu z tytułem ekscelencji.
Gawroński musiał pogodzić się ze stratą części diecezji, gdyż papież Pius VII 13 czerwca 1805 roku erygował nową diecezję kielecką, wydzielając jej terytorium z diecezji krakowskiej. Jako biskup krakowski konsekrował w katedrze wawelskiej pierwszego biskupa kieleckiego, którym został ksiądz Wojciech Jan Górski. Gawroński jako biskup nie był w stanie zapobiec burzeniu krakowskich kościołów przez władze austriackie, musiał pogodzić się ze stratą m.in.: kościoła św. Marii Magdaleny, św. Sebastiana, św. Gertrudy.
W 1808 roku przekazał zakonowi bazylianów cerkiew-kościół będący własnością zakonu norbertanek ze Zwierzyńca, a potrynitarski kościół św. Trójcy na Kazimierzu zakonowi bonifratrów. 
Gawroński popierał Hugona Kołłątaja w walce o autonomię Szkoły Głównej Koronnej (Akademii Krakowskiej), na której władze austriackie w 1805 roku wprowadziły język niemiecki jako wykładowy. Jako biskup został mianowany senatorem Księstwa Warszawskiego  obecny był na Sejmie 1809 roku. Wierzył i ufał Napoleonowi, którego klęska w wyprawie moskiewskiej w 1812 roku spowodowała u niego depresję i załamanie zdrowotne. Na pogrzebie Gawrońskiego obecne były władze Akademii Krakowskiej i wojska księcia Poniatowskiego. Został pochowany w katedrze wawelskiej.